# Mindre strimsvala
Mindre strimsvala (Cecropis abyssinica) är en afrikansk fågel i familjen svalor inom ordningen tättingar. Den förekommer i stora delar av Afrika söder om Sahara. Beståndet anses vara livskraftigt.

## Kännetecken

### Utseende
Mindre strimsvala är en 15-19 centimeter lång svara med mörkblå ovansida, röd övergump samt kastanjefärgad hjässa, nacke och huvudsidor. Undersidan är vit med mörka streck, medan ovansidan och undersidan av vingarna är brunsvarta. De undre vingtäckarna är gulbruna. Den svarta stjärten har förlängda yttre stjärtpennor, något längre hos hanen än hos honan. Ungfågeln är mattare och brunare i färgerna, med mindre kontrast och kortare stjärtpennor. Jämfört med större strimsvala är den kraftigare streckad under, rödare övergump och är mer färgglad på huvudet.

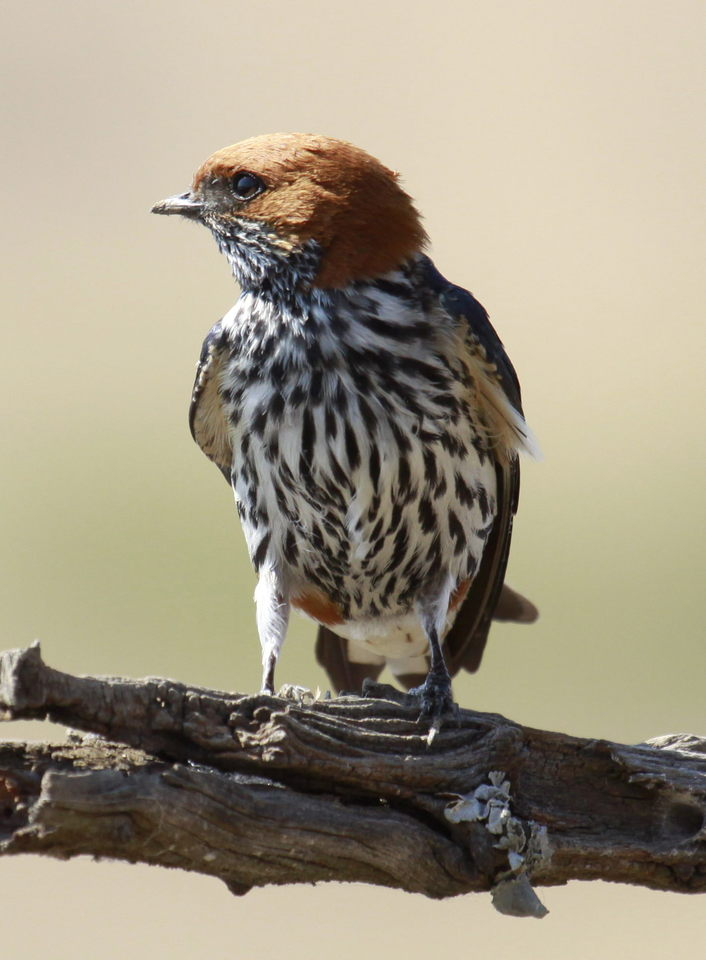
Kraftig streckning och rostfärgade örontäckare är diagnostiska fältkännetecken.

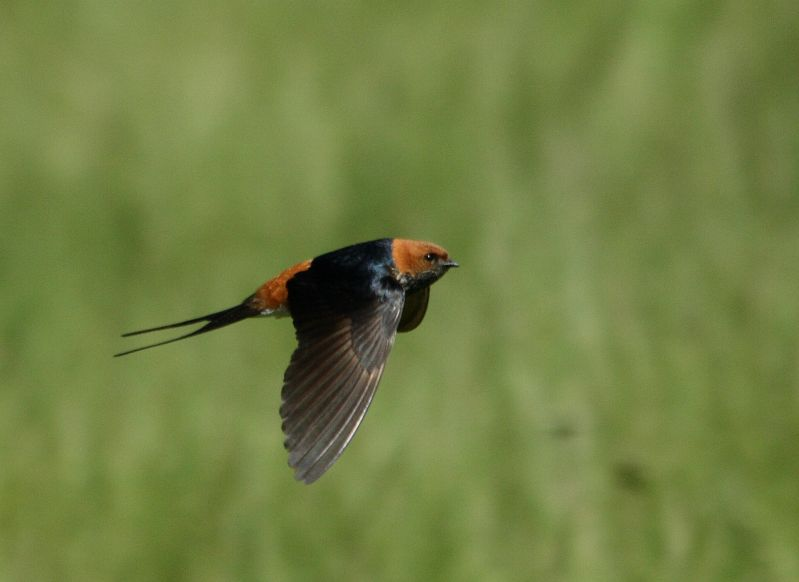
Underarten unitatis i flykten i sydafrikanska KwaZulu-Natal.

### Läten
Bland lätena hörs en fallande serie med gnissliga och nasala "zeh-zeh-zeh-zeh".

## Utbredning och systematik
Mindre strimsvala delas upp i sex underarter:
- Cecropis abyssinica abyssinica – förekommer i sydöstra Sudan, Etiopien och Eritrea samt möjligen nordöstra Sydsudan
- Cecropis abyssinica unitatis – från Gabon österut till södra Sydsudan, Kenya och södra Somalia, söderut till centrala Angola, östra Zambia, Zimbabwe, östra Botswana, Moçambique och östra Sydafrika
- Cecropis abyssinica puella – från Senegal till nordöstra Nigeria och norra Kamerun
- Cecropis abyssinica maxima – från sydöstra Nigeria och södra Kamerun till sydvästra Centralafrikanska republiken
- Cecropis abyssinica bannermani – från nordöstra Centralafrikanska republiken till sydvästra Sudan (Darfur) och nordvästra Sydsudan
- Cecropis abyssinica ampliformis – från södra Angola till norra Namibia, västra Zambia och nordvästra Zimbabwe

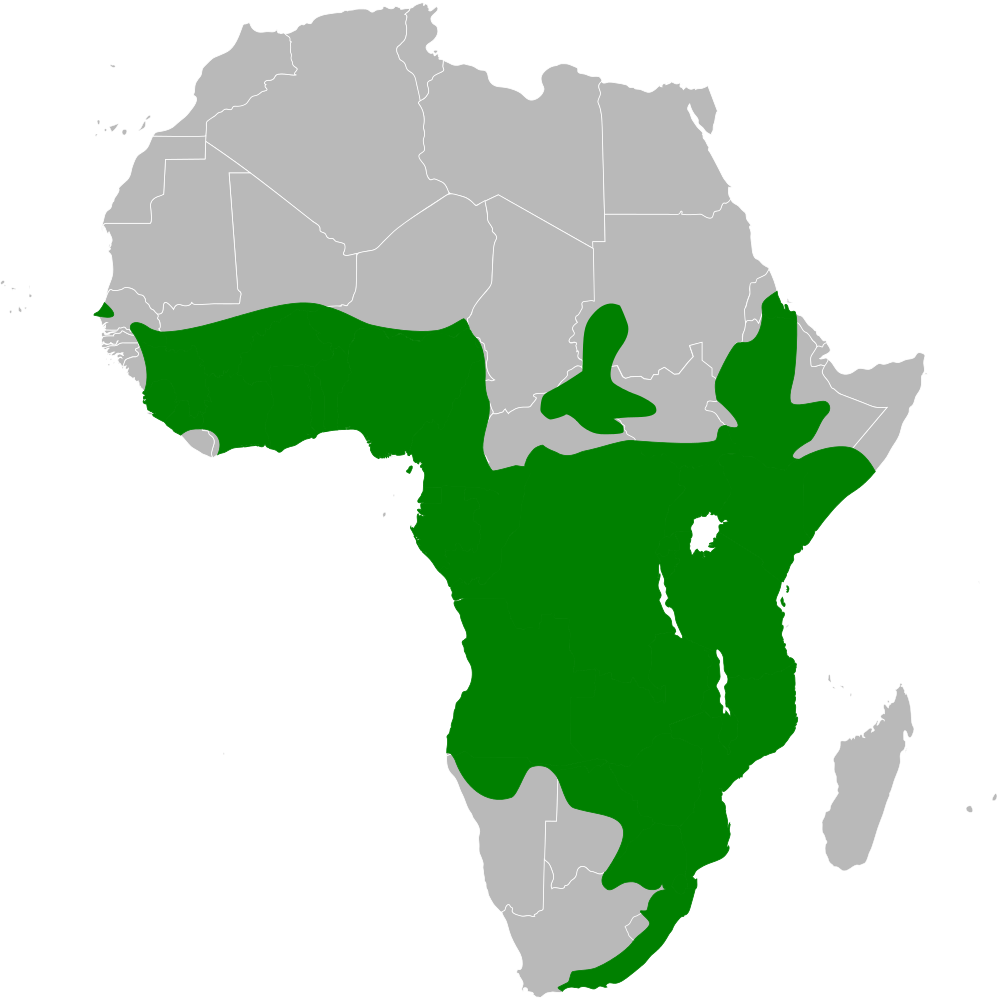
Artens utbredningsområde.

Mindre strimsvala är delvis flyttfågel, där sydafrikanska populationer flyttar norrut och västafrikanska söderut. Fågeln har vid ett tillfälle även påträffats i Oman, 4 december 1984.

### Släktestillhörighet
Mindre strimsvala placerades tidigare tillsammans med exempelvis ladusvalan i släktet Hirundo, men genetiska studier visar att den tillhör en grupp som står närmare hussvalorna i Delichon. De har därför lyfts ut till ett eget släkte, Cecropis.

## Levnadssätt
Mindre strimsvala påträffas i låglänta beskogade områden, ofta i mer slutna miljöer än större strimsvala. Den ses även vanligt kring bebyggelse. Fågeln lever likt andra svalor på flygande insekter, men har också setts inta små frukter. 

### Häckning
Mindre strimsvala bygger ett skålformat lerbo med en tubformad ingång. Boet placeras i en grotta, under ett överhäng eller på en trädgren, men även nära människan på byggnader, broar och kulvertar, gärna högt upp. Den lägger tre glansigt vita ägg som ruvas av 
honan i 14-16 dagar. Båda könen matar ungarna som blir flygga 17-19 dagar efter kläckning. 

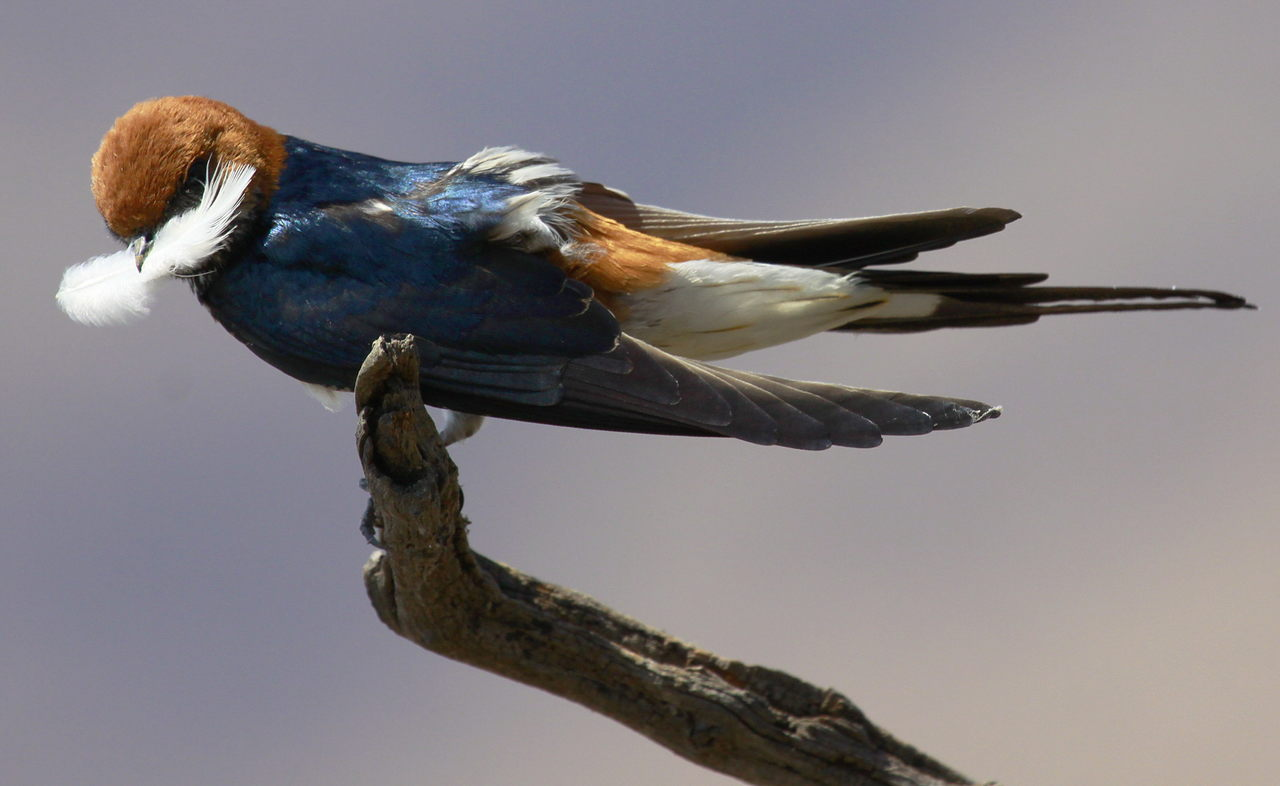
Adult fågel med bomaterial.
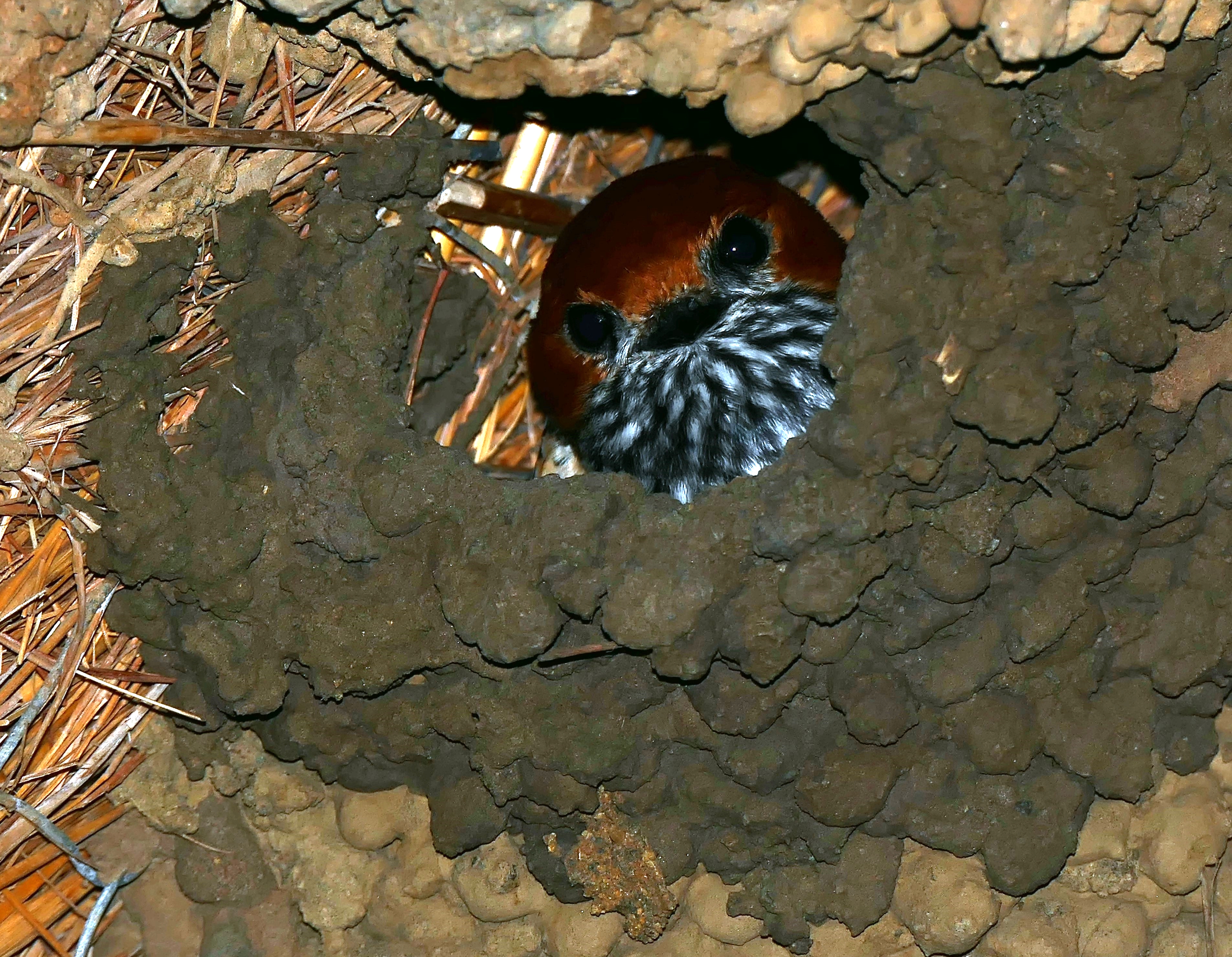
Bobygge.

## Status och hot
Arten har ett stort utbredningsområde och en stor population, och tros öka i antal. Utifrån dessa kriterier kategoriserar IUCN arten som livskraftig (LC).